# 三亜鳳凰国際空港
三亜鳳凰国際空港（さんあほうおうこくさいくうこう）は、中華人民共和国海南省三亜市天涯区羊欄村に位置する国際空港である。1994年8月に開港。2007年5月7日、国際線ターミナルが完成・開業した。

## 主な就航航空会社・路線

### 国内線
| 航空会社     | 就航地 |
| ------------ | --- |
| 中国国際航空 | 北京/首都、成都/双流 |
| 中国東方航空 | 上海/浦東、上海/虹橋、成都/天府、南京、無錫、西安、昆明、武漢                                                                       |
| 中国南方航空 | 上海/浦東、北京/大興、南京、鄭州、深圳、西安、広州、重慶、昆明、貴陽、長沙、武漢、成都/天府、長春、瀋陽、ハルビン、杭州、珠海、湛江 |
| 海南航空     | 広州、貴陽、西安、南昌、済南、太原、成都/天府、武漢、合肥、瀋陽、鄭州、ハルビン、長沙、杭州、重慶、上海/浦東、北京/首都、南京、深圳 |
| 奥凱航空     | 南寧、長沙 |
| 九元航空     | 広州 |
| 首都航空     | 石家荘、貴陽、南寧、武漢、天津、杭州、北京/大興、成都/天府、長沙、鄭州、臨沂、重慶、太原、済南、合肥、福州、南京、昆明、阜陽        |
| 四川航空     | 貴陽、ウルムチ(重慶経由)、重慶、成都/双流、塩城、長春(塩城経由)                                                                     |
| 多彩貴州航空 | 貴陽 |
| 桂林航空     | 桂林 |
| 雲南祥鵬航空 | 昆明、成都/天府、鄭州 |
| 春秋航空     | 寧波、上海/浦東 |

- 中国国際航空 （北京/首都、成都、長春、杭州）
- 中国東方航空 （上海/浦東、昆明、南京、西安）
- 中国南方航空 （北京/首都、上海/浦東、深圳、広州、長沙、長春、杭州、天津、西安、ハルビン）
- 海南航空 （北京/首都、深圳、広州、南京、武漢、西安）
- 奥凱航空 （天津）
- 北京首都航空 （上海/虹橋、深圳、広州）
- 山東航空 （長沙、済南）
- 上海航空 （上海/浦東）
- 深圳航空 （深圳、広州、済南、南寧）
- 春秋航空 （上海/浦東、上海/虹橋、杭州[1]）
- 四川航空 （成都、長春）
- 成都航空 （成都）
- 廈門航空 （杭州、廈門）
- 東星航空 （広州、武漢）
- 大新華航空 （北京/首都）
- 吉祥航空 （上海/浦東、上海/虹橋）
- 中国西部航空 （重慶）
- 重慶航空 （重慶）

### 国際線
| 航空会社                 | 就航地 |
| ------------------------ | --- |
| 北京首都航空             | ソウル/仁川 |
| 香港航空                 | 香港 |
| 香港エクスプレス         | 香港 |
| ティーウェイ航空         | ソウル/仁川 |
| エアプサン               | 釜山 |
| ライオン・エア           | ジャカルタ |
| アエロフロート           | ウラジオストク、モスクワ/シェレメーチエヴォ、サンクトペテルブルク、エカテリンブルク、ハバロフスク、ノヴォシビルスク、クラスノヤルスク、ウファ |
| ベラヴィア               | ミンスク(2025年10月8日より運航開始予定) |
| カンボジア・エアウェイズ | プノンペン、シンガポール |
| SCAT航空                 | アルマトイ |
| カノット・シャーク航空   | タシュケント |
| コンドル航空             | フランクフルトバンコク/スワンナプーム経由)、バンコク/スワンナプーム                                                                           |

## アクセス
タクシー
市内まで40〜60元程度で約30分。
リムジンバス
- 三亚凤凰机场巴士 1线 - 大東海まで15元。50分。
- 三亚凤凰机场巴士 3线 - 亜龍湾まで25元。1時間。

路線バス
8路で市内まで1時間程度。5元。
鉄道
海南西環高速鉄道と鳳凰機場駅で直結。ただし、停車する列車の本数は少なく、また、中心街からもそんなに離れていないので、中心街にはリムジンバスの方が遥かに便利。